# Aaron Rowand

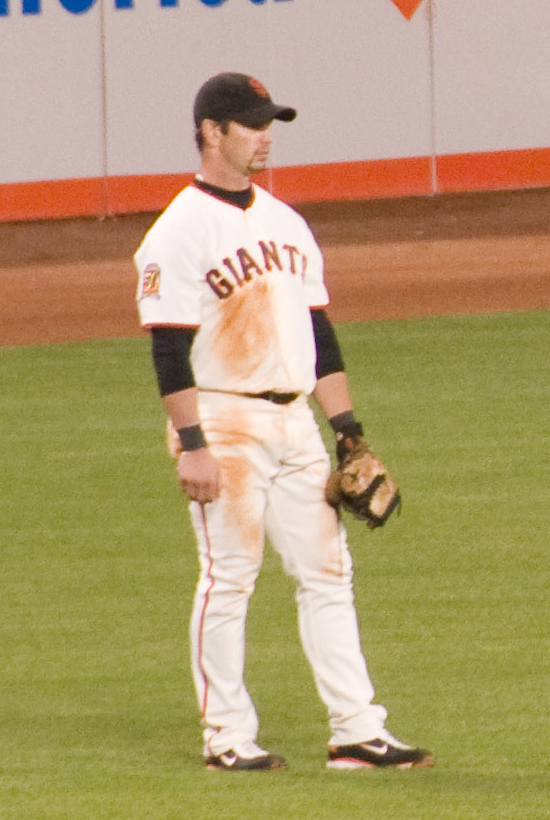

Aaron Ryan Rowand (29 de agosto de 1977) é um jogador profissional de beisebol estadunidense.

## Carreira
Aaron Rowand foi campeão da World Series 2010 jogando pelo San Francisco Giants.